# Ángel Parra
Ángel Parra, all'anagrafe Luis Ángel Cereceda Parra (Valparaíso, 27 giugno 1943 – Parigi, 11 marzo 2017), è stato un cantautore cileno, figlio della celebre cantautrice Violeta Parra, fratello della cantante Isabel Parra e nipote del poeta Nicanor Parra.

## Biografia
Ángel Parra ha viaggiato a lungo per mantenere viva la tradizione della Nueva Canción Chilena tra i cileni in esilio in Europa, Nord America e Australia durante la dittatura militare di Pinochet.
Assieme alla sorella Isabel ha formato un lungo sodalizio musicale come duo con il nome Isabel y Ángel Parra, formazione che ha all'attivo svariati album.
Il figlio, chiamato anch'egli Ángel Parra, è il chitarrista principale del gruppo musicale Los Tres.